# 柏木美優
柏木 美優（かしわぎ みゆう、7月25日 - ）は、日本の女性声優。アズクリエイティブ所属。神奈川県出身。

## 略歴
プロ・フィット声優養成所卒。
以前はプロ・フィット（預かり）に所属していた。

## 人物
趣味は料理、パソコン、ペットと遊ぶこと。特技は料理、イラスト。

## 出演作品

### テレビアニメ
- ティアーズ・トゥ・ティアラ（2009年、アルサル（子供時代））
- WHITE ALBUM2（2013年、柳原朋）
- 大図書館の羊飼い（2014年、嬉野紗弓実[3]）
- Summer Pockets（2025年[4]）

### ゲーム
2008年
- ティアーズ・トゥ・ティアラ 花冠の大地（少年時代のアルサル）

2010年
- ai sp@ce（ラピス）

2011年
- アルカナハート3（春日小糸、春日小唄、ノーラ・ツンベルク、ジュゼッパ・アンフォッシ、御井巡査）
- ToHeart2 ダンジョントラベラーズ

2012年
- WHITE ALBUM2 幸せの向こう側（柳原朋）

2013年
- サウザンドメモリーズ（封絶の召還師チェロア）

2015年
- 大図書館の羊飼い -Library Party-（嬉野紗弓実）
- ToHeartハートフルパーティ（紺野桜子）
- なないろリンカネーション（伊予）

2018年
- Summer Pockets

2020年
- Summer Pockets REFLECTION BLUE

### ドラマCD
- WHITE ALBUM2 〜祭りの日舞台の下の物語〜（柳原朋）

### パチスロ
- 燃えよ! 功夫大戦（ニセチーパオ）

### ラジオ
- WHITE ALBUM2同好会ラジオ（第28、60回ゲスト）

### その他
- トミカハイパーチーム出動せよ!